# Український комуністичний інститут журналістики
Український комуністичний інститут журналістики (УКІЖ) — спеціальний вищий навчальний заклад в Харкові, створений для підготовки працівників преси. Заснований на базі факультету журналістики Комуністичного університету імені Артема 1926 року.
Строк навчання — три роки. Мав свій робітфак. Основний фаховий курс — теорія і практика радянської журналістики, а також основи поліграфії і видавничої справи. В інституті навчалися О. Борканюк, Ф. Мицик, А. Хорунжий, М. Нагнибіда, М. Зарудний, І. Грекул, М. Шаповал, І. Туряниця, І. Педанюк, П. Рєзніков, І. Цюпа, Д. Прилюк, П. Шапран, М. Бєлогуров, Д. Шлапак, П. Цибульський, О. Зозуля, П. Гузюк, М. Романченко, О. Однороманенко, М. Кузнецов, Іван Савич (псевдонім Івана Лук’яненка), О. Деркач, М. Подолян, Б. Бабій, І. Петрущак та інші, а В. Онуфрієнко вступив до нього, але навчатися не зміг, бо набір 1938 року було скасовано (див. спогади Євмена Доломана «„Випадкові свавілля“, або „ЦеКа играет человеком“» в «Літературній Україні» 8 лютого 1996). В ньому викладали Ю. Шевельов-Шерех, О. Фінкель, П. Гузюк, В. Сухино-Хоменко, О. Грузинський.
1941 року інститут евакуйовано до Алма-Ати, де він влився в Казахський університет як факультет журналістики.